# Black Metal Veins
Black Metal Veins ist ein kanadischer Dokumentarfilm von Lucifer Valentine aus dem Jahr 2012. Der kontroverse Film handelt von einer Art Junkie-WG.

## Handlung
Der Film fokussiert sich auf eine Wohnung voller Heroin- und Crack-Junkies. Die Black-Metal-Fans haben außerdem eine gemeinsame Band, deren gemeinsame Proben gelegentlich gezeigt werden. Im ersten Teil des Films, der fünf Jahre vorher spielt, kommen vor allem Raven und Brad zu Wort. Beide haben ein hartes Leben voller psychischer Probleme hinter sich und versuchen ihren Absturz als Lebensgefühl und -einstellung zu verkaufen. Raven hat einen Freund, der Soldat ist und selbst keine Drogen nimmt. Im ersten Teil sieht man die Freunde vor allem herumhängen, Drogen nehmen, wobei das Spritzen von Heroin explizit gezeigt wird, und ihre Lebensphilosophie erläutern. Bei einem anderen Protagonisten wird eine Texttafel eingeblendet, die davon berichtet, wie er bei einem Drogendeal zwei Jahre nach den Aufnahmen ums Leben kam.
Der zweite Teil des Films spielt fünf Jahre später. Insbesondere bei Raven ist ein deutlicher Verfall zu erkennen. Sie berichtet von einem Abszess unter ihrer Achsel. Die Haut ist aufgedunsen, sie hat Pickel am ganzen Körper bekommen und wirkt fahriger als im ersten Teil. Zur WG kommt Autumn Misery, die als Prostituierte arbeitet und sich auch als Domina verdingt. In drastischen Worten schildern Brad und sie diverse Drogenexzesse. Brad lässt sich Wodka in die Venen spritzen. Zudem sieht man Autumn Misery einmal weggetreten auf der Couch liegen, während sie von Brad vergewaltigt wird. Die gleiche Szene wiederholt sich mit Raven und ihrem Soldatenfreund, als diese besinnungslos auf der Couch liegt. 
Am Ende kommen Brads Vater und Mutter zu Wort, die von ihren eigenen Problemen berichten. Insbesondere seine Mutter litt an der Legionärskrankheit. Ihre Schmerzmedikamente wurden von Brad entwendet und selbst benutzt. Sie verstirbt kurz nach Ende der Dreharbeiten. In Texttafeln wird erklärt, dass Brad nach diversen Überdosierungen in einer psychiatrischen Klinik ist, während von Raven jede Spur fehle.

## Hintergrund
Lucifer Valentine tritt im Film nicht auf und dokumentiert das Geschehen nur, ohne einzugreifen und ohne Kommentar. Seine Protagonisten kommen unverblümt und unzensiert zu Wort. Der Film wurde mit einer Handkamera auf Digital Video  gedreht und ist zum Teil rasant geschnitten. Musikalisch untermalt ist er von der Musik der Band sowie Hip-Hop, der dem Genre Horrorcore zuzuordnen ist.
Auf der späteren Veröffentlichung von Black Lava finden sich zwei aktuellere Interviews mit Raven und Autumn Misery, die sichtlich gealtert sind. Beide sind zum Zeitpunkt der Interviews nicht mehr drogenabhängig, aber von ihrer jahrelangen Sucht gezeichnet.

## Veröffentlichung
Der Film wurde ursprünglich 2012 vom US-amerikanischen Splatter-Label Unearthed Films auf DVD und Blu-Ray veröffentlicht, wobei es eine geschnittene Version für den Massenmarkt und eine ungeschnittenen Director’s Cut gab. Im deutschsprachigen Raum wurde der Film von Independent-Label Black Lava Entertainment auf DVD veröffentlicht.